# 鮣魚
鮣科（學名：Echeneidae）是輻鰭魚綱鱸形目的一個科。有時被稱為吸盤魚或吸鯊魚，是 Carangiformes 目射線鰭魚科（Echeneidae）中的任何一個科。根據物種的不同，它們長到 30-110 釐米（12-43 英寸）長。它們獨特的第一背鰭採用改良的橢圓形吸盤狀器官的形式，具有板條狀結構，可以打開和關閉以產生吸力並牢牢抓住大型海洋動物的皮膚。椎間盤由粗壯的柔性膜組成，可以升高和降低以產生吸力。通過向後滑動，鮣魚可以增加吸力，或者它可以通過向前游泳來釋放自己。鮣魚有時會吸附在小船上，也被觀察到吸附在潛水夫身上。它們自己游得很好，運動呈蜿蜒或彎曲。

## 進化
鮣魚被認為與軍曹魚和海豚魚關係最密切，這是 Carangoidei 亞目中的另外兩個細長成員。它們一起被認為構成了超科 Echeneoidea。在某些治療中，Echeneoidea 反而僅限於鮣魚和 Opisthomyzon。
化石記錄中最早的類似鮣魚的魚是瑞士早漸新世的 Opisthomyzon。這個分類單元似乎與現代鮣魚密切相關，並且具有現代鮣魚中存在的幾個標誌性特徵，包括粘性盤（儘管位於頭部後方而不是直接位於頭部上方）。然而，由於其與現代鮣魚不同的形態特徵，它被歸入自己的科 Opisthomyzonidae。
早漸新世還知道化石記錄中最早的真鮣魚，來自波蘭的 Echeneis carpathica。從漸新世後期開始，已滅絕的 Oligoremora 屬從德國的 Chattian 中得知。

## 特性
鮣魚前背鰭已經進化到能夠通過吸力粘附在光滑的表面上，它們一生中的大部分時間都附著在宿主動物上，如鯨魚、鯊魚或鰭魚。這可能是一種互惠互利的安排，因為鮣魚可以在宿主身上四處移動，去除體外寄生蟲和鬆散的皮膚片，同時受益於宿主提供的保護和流經其鰓的持續水流。儘管許多人認為鮣魚以主人飯菜中的顆粒物為食，但有些人提出了其他理論;他們聲稱他們的飲食主要由宿主糞便組成。需要進一步的研究來驗證這種替代餵養機制的程度。

## 棲息地
鮣魚是熱帶公海居民，但如果它們附著在流浪到這些地區的大型魚類上，偶爾會在溫帶或沿海水域發現。在大西洋中部，產卵通常在6月和7月進行；在地中海，它發生在8月和9月。當幼魚長約1釐米（0.4英寸）時，吸盤開始顯示。當鮣魚達到約3釐米（1.2英寸）時，椎間盤完全形成，然後鮣魚可以附著在其他動物身上。鮣魚的下顎伸出上顎，動物沒有魚鰿。
一些鮣魚與特定的宿主物種有關。它們通常附著在鯊魚、蝠鲼、鯨魚、海龜和儒艮身上，因此俗稱“吸鯊魚”和“吸鯨”。較小的鮣魚也附著在金槍魚和箭魚等魚類上，一些最小的鮣魚在大型蝠鲼、海洋翻車魚、箭魚和旗魚的嘴裏或鰓中移動。
雖然有些關係是互惠互利的，但據信帶有鮣魚的海豚不會從這種關係中受益。鮣魚的附著增加了海豚的阻力，從而增加了游泳所需的能量。鮣魚也被認為會刺激海豚的皮膚。

## 生理學
對鮣魚生理學的研究對了解魚類的通風成本具有重大益處。
與許多其他魚類一樣，鮣魚有兩種不同的通風模式。衝壓通風 是這樣一個過程，在這個過程中，在更高的速度下，鮣魚利用水流過它的力量在鰓中產生液體運動。在較低的速度下，鮣魚將使用一種主動通風形式，其中魚會主動通過鰓移動液體。為了使用主動通風，魚必須積極使用能量來移動液體;然而，由於使用任何一種方法時魚的移動，確定這種能量消耗通常很複雜。因此，事實證明，鮣魚在找到這種成本差異方面非常寶貴（因為它們會粘在鯊魚或管子上，因此即使水移動或缺乏水，它們也會保持靜止）。來自鮣魚研究的實驗數據發現，主動通風的相關成本使能耗增加了3.7-5.1%，以保持與使用公羊通風獲得的魚相同的流體流量。
對鮣魚生理學的其他研究是跨多個分類群的研究的結果，或者使用鮣魚作為某些進化研究的外群。關於后一種情況，在研究鮣魚、河豚和相關物種的河豚毒素耐藥性時，使用鮣魚作為外組，發現鮣魚（特別是 Echeneis naucrates）的耐藥性為 6.1-5.5×10-8 M[

## 用於釣魚
一些文化使用鮣魚來捕捉海龜。一根繩子或繩子系在雷莫拉的尾巴上，當看到時，魚就會從船上放出來。它通常直接前往海龜並固定在海龜的殼上，然後鮣魚和烏龜都被拖進來。這種方法可以將較小的海龜完全拉入船中，而較大的海龜則被拖入魚叉範圍內。這種做法在整個印度洋都有報導，尤其是東非桑給巴爾和莫三比克附近， 以及澳大利亞北部約克角和托雷斯海峽附近。
類似的報告來自日本和美洲。西方文獻中關於「捕魚」的一些最早記錄來自克裡斯托弗·哥倫布（Christopher Columbus）第二次航行的記述。然而，里奧·維納（Leo Wiener）認為哥倫布的記述是杜撰的：事實上，哥倫布從他想要的目的地東印度群島的記述中得出的美洲記述可能是哥倫布的記述。

## 神話
參見： Echeneis
在古代，人們認為鮣魚可以阻止船隻航行。在拉丁語中，鮣魚的意思是“延遲”，而屬名 Echeneis 來自希臘語 ἔχειν， echein （“保持”） 和 ναῦς， naus （“一艘船”）。在老普林尼 （Pliny the Elder） 的一篇著名記述中，人們將馬克·安東尼 （Mark Antony） 在阿克提姆戰役 （Battle of Actium） 中的失敗歸咎於這種鮣魚，並間接地將卡利古拉的死亡歸咎於此。豪爾赫·路易士·博爾赫斯 （Jorge Luis Borges） 在 Book of Imaginary Beings （1957） 中給出了這個故事的現代版本。。

## 分類
鮣魚科其下分4個屬，如下：

### 鮣屬(Echeneis)
- 鮣 Echeneis naucrates ：又稱長印魚。
- 白鰭鮣 Echeneis neucratoides

### 虱鮣屬(Phtheirichthys)
- 虱鮣 Phtheirichthys lineatus

### 短鮣屬(Remora)
- 澳短鮣 Remora australis ：又稱澳洲印魚。
- 短臂短鮣 Remora brachyptera ：又稱黑短印魚。
- 大盤短鮣 Remora osteochir ：又稱菱印魚。
- 蒼短鮣 Remora pallida
- 短鮣 Remora remora ：又稱短印魚。

### 小鮣屬(Remorina)
- 白鮣 Remorina albescens ：又稱白小鮣。